# 科津 (羅日謝區)
50°57′38″N 25°9′52″E / 50.96056°N 25.16444°E
科津（烏克蘭語：Козин），是烏克蘭的村落，位於該國西部沃倫州，由盧茨克區負責管轄，始建於1570年，面積0.09平方公里，海拔高度185米，2001年人口391，人口密度每平方公里4,250人。